# Mihail Șolohov
Mihail Alexandrovici Șolohov  (în rusă Михаи́л Алекса́ндрович Шо́лохов; n. 11/24 mai 1905, Kruzhilin⁠(d), Donetskiy Okrug⁠(d), Oblast Voiska Donskogo⁠(d), Imperiul Rus – d. 21 februarie 1984, Vioșenskaia⁠(d), RSFS Rusă, URSS) a fost un scriitor rus din căzăcime, laureat al Premiului Nobel pentru Literatură pe anul 1965.

## Motivația Juriului Nobel
„...pentru forța artistică și integritatea cu care a dat expresie, în epica Donului, unei etape istorice din viața poporului rus” .

## Biografie
Mihail Șolohov se naște la 11 (24) mai 1905, în cătunul Krujilin din stanița Vioșenskaia a regiunii Donului, acum regiunea Rostov. Mama sa provine dintr-o familie de țărani, tatăl îndeplinește diverse munci în această zonă locuită de cazaci. Viitorul scriitor învață la o școală parohială și la gimnaziu (termină patru clase).
Participă la războiul civil. La sfârșitul anului 1922 vine la Moscova, unde lucrează ca muncitor necalificat, hamal, etc.
Participă la activitatea grupării literare "Molodaia gvardia" (Tânăra gardă). Publică primele foiletoane în 1923 - 1924. Prima publicație - foiletonul "Ispitanie" (Încercarea), iscălită Mihail Șolohov și apărută într-un ziar la 19 septembrie 1923.
Îi apar, pe rând, o serie de schițe și povestiri, strânse în 1926, în două volume. Descrie în ele războiul civil de pe Don, fără înfrumusețări romantice. Prima povestire - "Rodinka" (Aluniță) este publicată la 14 decembrie 1924.
În 1924 se întoarce pe Don. Se mută în stanița Veșenskaia. Aici începe să scrie Donul liniștit, romanul care îi va aduce recunoaștere mondială. În 1940, Mihail Șolohov a primit Premiul Stalin. 

## Scrieri
- Donskie rasskazî (Povestiri de pe Don) (1926)
- Tihii Don (Pe Donul liniștit) - roman în patru volume
  - primul volum a apărut în 1928
  - al doilea volum în 1928
  - al treilea volum în 1932
  - al patrulea volum în 1940
- Podniátaia țeliná (Pământ desțelenit) - „roman în două cărți”
  - prima carte apare în 1932
  - a doua carte în 1959-1969
- Odin iazîk (O limbă) - (1927)
- Nauka nenavisti (Știința urii) - (1942)
- Sudbá celoveka („Soarta unui om”) - (1956)